# Ligne 1 du métro de Pékin
La ligne 1 est l'une des 25 lignes du réseau métropolitain de Pékin, en Chine.

## Tracé et stations
La ligne dessert 23 stations sur 30,3 km, de Pingguoyuan à l'ouest à Universal Resort à l'est. Elle circule sous l'avenue Chang'an, artère principale de la ville, et possède deux stations de part et d'autre de la place Tian'anmen. Elle est en correspondance avec les lignes 2, 4, 5, 9, 10 et 14, ainsi qu'avec la ligne suburbaine Batong (qui la prolonge à l'est).